# Eucalyptus smithii
Eucalyptus smithii är en myrtenväxtart som beskrevs av Ralph Baker. Eucalyptus smithii ingår i släktet Eucalyptus och familjen myrtenväxter. Inga underarter finns listade i Catalogue of Life.